# Jaskinia Niedźwiedzia (Tatry)
Jaskinia Niedźwiedzia, Jaskinia w Sypkich Skałach (słow. Medvedia jaskyňa) – jaskinia krasowa w słowackich Tatrach Zachodnich, w Dolinie Dobroszowej (odnoga Doliny Suchej Sielnickiej). Jej otwór znajduje się na wysokości 1133 m n.p.m., około 300 m na północny zachód od wierzchołka Opalenicy (Opálenica, 1274 m) w masywie Babek (Babky, 1566 m). Jest to najdłuższa jaskinia Doliny Suchej, z korytarzami o łącznej długości 160 metrów. Nazwa pochodzi od znalezionych wewnątrz kości niedźwiedzia jaskiniowego.